# ДНУ-Дніпро (ватерпольний клуб, Дніпро)
Ватерпо́льний клуб «ДНУ-Дніпро» — українська ватерпольна команда з Дніпра. Виступає у Чемпіонаті України серед чоловіків.
Назву клубу дав Дніпровський національний університет імені Олеся Гончара, басейн якого є спортивною базою для клубу. У 2012 році клуб отримав статус професійного.

## Склад команди

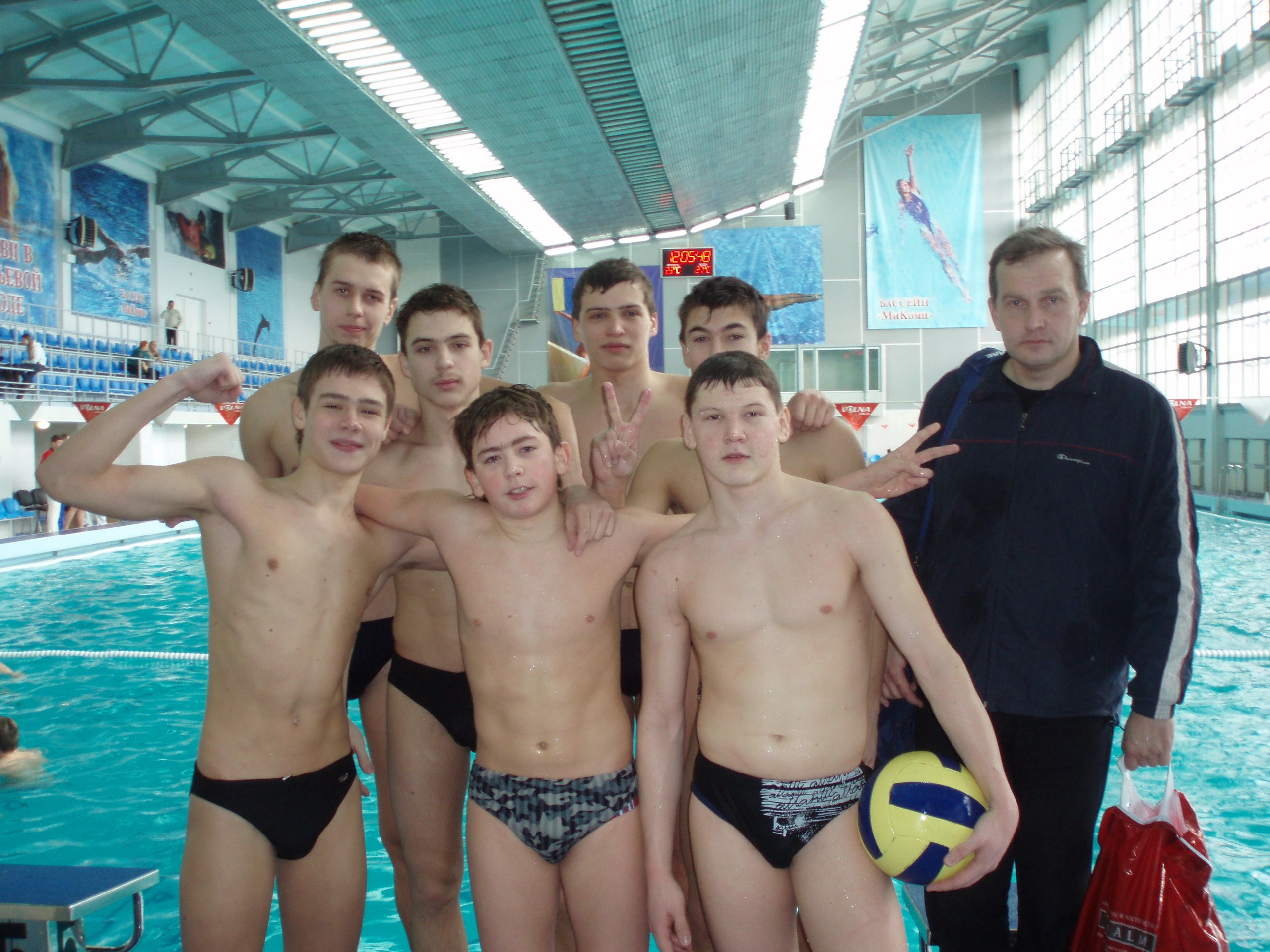
Склад ватерпольного клубу «ДНУ-Дніпро» 2008 рік.

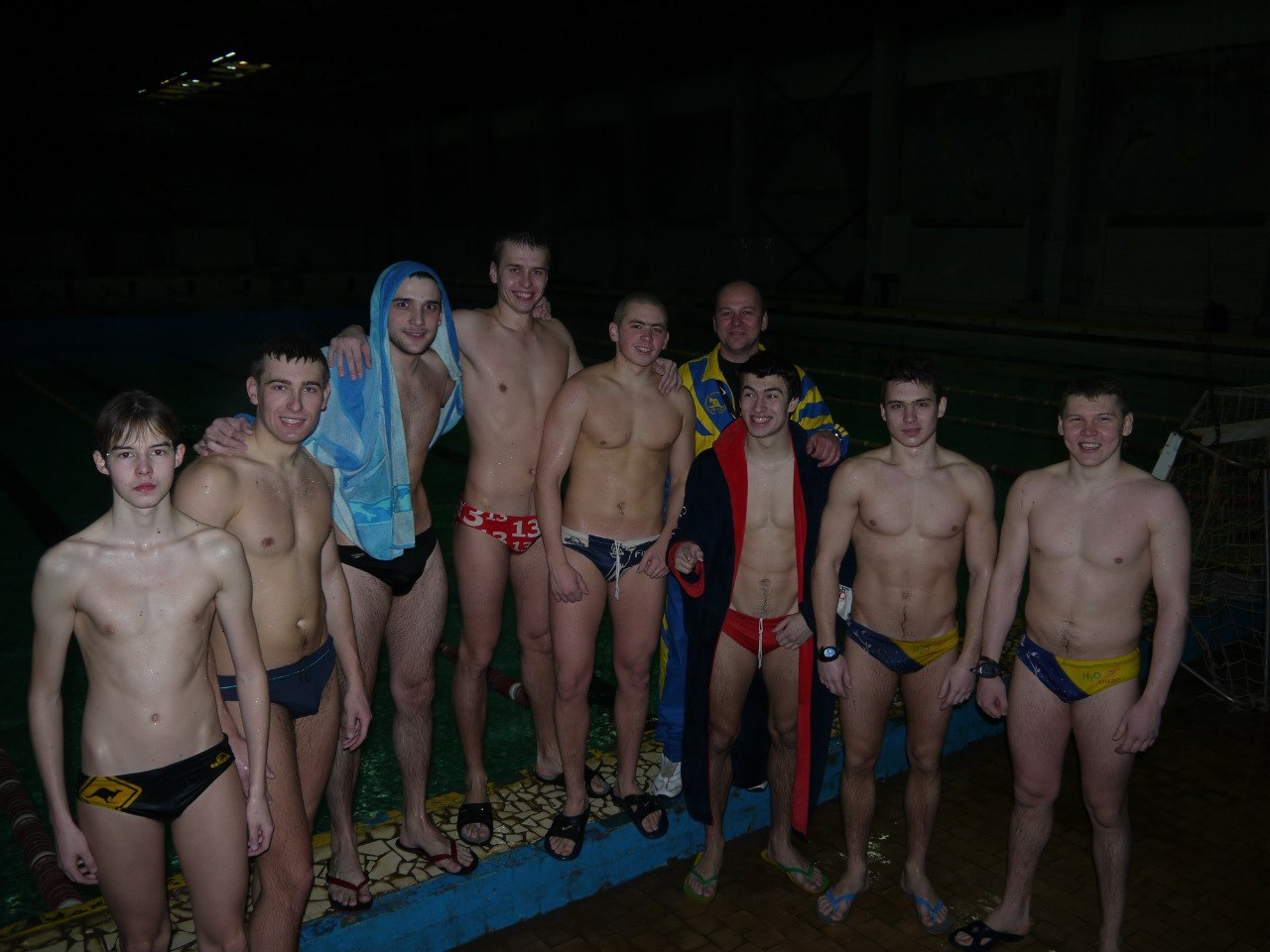
Склад ватерпольного клубу «ДНУ-Дніпро» 2012 рік.

| №  | Ватерполіст          | Дата народження | Розряд |
| -- | -------------------- | --------------- | ------ |
| 1  | Максим Герун         | 01.05.1991      | КМС    |
| 2  | Олексій Сердюк       |                 | КМС    |
| 3  | Олександр Мельников  | 16.03.1992      | КМС    |
| 4  | Максим Вистрічев     |                 | КМС    |
| 5  | Володимир Рарог      | 09.07.1974      | КМС    |
| 6  | Владислав Балонніков | 18.09.1992      | КМС    |
| 7  | Сергій Михайленко    | 31.08.1992      | КМС    |
| 8  | Олександр Гальперін  |                 | КМС    |
| 9  | Сергій Полтавець     | 21.01.1974      | КМС    |
| 10 | Павло Стадник        | 26.03.1981      | КМС    |
| 11 | Сергій Головченко    |                 | КМС    |
| 12 | Вахтанг Арвеладзе    |                 | КМС    |
| 13 | Арам Аракелян        | 06.03.1976      | КМС    |
| 14 | Павло Стрижак        | 11.04.1995      | КМС    |
| 15 | Гліб Бондарев        | 28.04.1974      | КМС    |

## Історія виступів
| Сезон     | Чемпіонат України | Чемпіонат України | Чемпіонат України | Чемпіонат України | Чемпіонат України | Чемпіонат України | Чемпіонат України | Чемпіонат України | Кубок України | Кубок України | Кубок України | Кубок України | Кубок України | Кубок України | Кубок України | Кубок України |
| Сезон     | І                 | В                 | Н                 | П                 | З                 | П                 | Оч                | Поз               | І             | В             | Н             | П             | З             | П             | Оч            | Поз           |
| --------- | ----------------- | ----------------- | ----------------- | ----------------- | ----------------- | ----------------- | ----------------- | ----------------- | ------------- | ------------- | ------------- | ------------- | ------------- | ------------- | ------------- | ------------- |
| 2007-2008 | 20                | 0                 | 0                 | 20                | 64                | 318               | 0                 | 11                |               |               |               |               |               |               |               |               |
| 2008-2009 | 21                | 2                 | 0                 | 19                | 117               | 303               | 6                 | 8                 |               |               |               |               |               |               |               | 8             |
| 2009-2010 | 25                | 2                 | 1                 | 22                | 140               | 411               | 7                 | 6                 | 3             | 0             | 0             | 3             | 16            | 42            | 0             | 8             |
| 2010-2011 | 14                | 1                 | 0                 | 13                | 91                | 200               | 3                 | 7                 | 3             | 1             | 0             | 2             | 27            | 42            | 3             | 6             |
| 2011-2012 | 16                | 1                 | 0                 | 15                |                   |                   | 3                 | 8                 | 5             | 1             | 0             | 4             | 41            | 72            | 3             | 8             |
| 2012-2013 |                   |                   |                   |                   |                   |                   |                   |                   |               |               |               |               |               |               |               |               |

## Сезон 2011-2012

### Чемпіонат

#### Турнірна таблиця
| Місце | Команда | Ігор | В | Н | П  | Очок |
| ----- | ------- | ---- | - | - | -- | ---- |
| 6     | «ХПІ»   | 16   | 8 | 1 | 7  | 25   |
| 7     | «ВК»    | 16   | 4 | 1 | 11 | 13   |
| 8     | «ДНУ»   | 16   | 1 | 0 | 15 | 3    |

#### 1 тур
| 8 грудня 2011 12.20 | протокол | «ДНУ»                                    | 6 – 12 | «ХПІ» | СК «Басейн МіКомп», Дніпродзержинськ Арбітр: В. Висотін |
| 8 грудня 2011 12.20 | протокол | Рахунок за періодами: 1-3, 2-5, 0-2, 3-2 |        |       | СК «Басейн МіКомп», Дніпродзержинськ Арбітр: В. Висотін |
| 8 грудня 2011 12.20 | протокол | Валерій Прокопенко - 3                   | Голів  |       | СК «Басейн МіКомп», Дніпродзержинськ Арбітр: В. Висотін |

| 9 грудня 2011 14.00 | протокол | «ДНУ»                                    | 1 – 18 | «БМК» | СК «Басейн МіКомп», Дніпродзержинськ Арбітр: В. Висотін |
| 9 грудня 2011 14.00 | протокол | Рахунок за періодами: 0-3, 1-3, 0-7, 0-5 |        |       | СК «Басейн МіКомп», Дніпродзержинськ Арбітр: В. Висотін |
| 9 грудня 2011 14.00 | протокол | Сергій Михайленко - 1                    | Голів  |       | СК «Басейн МіКомп», Дніпродзержинськ Арбітр: В. Висотін |

| 10 грудня 2011 14.00 | протокол | «ДНУ»                                    | 7 – 11 | «Збірна Молдови» | СК «Басейн МіКомп», Дніпродзержинськ Арбітр: В. Висотін |
| 10 грудня 2011 14.00 | протокол | Рахунок за періодами: 2-3, 1-0, 2-3, 2-5 |        |                  | СК «Басейн МіКомп», Дніпродзержинськ Арбітр: В. Висотін |
| 10 грудня 2011 14.00 | протокол | Валерій Прокопенко - 3                   | Голів  |                  | СК «Басейн МіКомп», Дніпродзержинськ Арбітр: В. Висотін |

| 11 грудня 2011 14.00 | «ДНУ» | 6 – 14 | «Збірна Севастополя» | СК «Басейн МіКомп», Дніпродзержинськ Арбітр: В. Висотін |

#### 2 тур
| 24 лютого 2012 15.40 | «Динамо»                                 | 20 – 1 | «ДНУ» | ПС «КПІ», Київ |
| 24 лютого 2012 15.40 | Рахунок за періодами: 4-0, 9-0, 2-1, 5-0 |        |       | ПС «КПІ», Київ |
| 24 лютого 2012 15.40 | Валерій Прокопенко - 3                   | Голів  |       | ПС «КПІ», Київ |

| 25 лютого 2012 14.15 | «ДНУ»                                    | 0 – 24 | «Іллічівець» | ПС «КПІ», Київ |
| 25 лютого 2012 14.15 | Рахунок за періодами: 0-7, 0-3, 0-6, 0-8 |        |              | ПС «КПІ», Київ |

| 26 лютого 2012 10.40 | «ВК» | 13 – 5 | «ДНУ» | ПС «КПІ», Київ |

#### 3 тур
| 23 березня 2012 19.45 | «ДНУ»                                    | 5 – 7 | «ХПІ» | ПС «ДНУ», Дніпропетровськ Арбітр: В. Висотін |
| 23 березня 2012 19.45 | Рахунок за періодами: 1-1, 0-3, 2-1, 2-2 |       |       | ПС «ДНУ», Дніпропетровськ Арбітр: В. Висотін |

| 24 березня 2012 15.50 | «ДНУ»                                    | 13 – 7 | «ВК» | ПС «ДНУ», Дніпропетровськ Арбітр: В. Висотін |
| 24 березня 2012 15.50 | Рахунок за періодами: 4-1, 4-1, 3-3, 1-2 |        |      | ПС «ДНУ», Дніпропетровськ Арбітр: В. Висотін |

| 25 березня 2012 11.20 | «ДНУ»                                    | 3 – 11 | «Збірна Молдови» | ПС «ДНУ», Дніпро Арбітр: В. Висотін |
| 25 березня 2012 11.20 | Рахунок за періодами: 0-1, 0-3, 2-5, 1-2 |        |                  | ПС «ДНУ», Дніпро Арбітр: В. Висотін |

#### 5 тур
| 11 травня 2012 14.15 | «ХПІ»                                    | 13 – 4 | «ДНУ» | ПС «КПІ», Київ Арбітр: В. Лісун |
| 11 травня 2012 14.15 | Рахунок за періодами: 2-0, 4-1, 3-3, 4-0 |        |       | ПС «КПІ», Київ Арбітр: В. Лісун |

| 12 травня 2012 15.30 | «ДНУ»                                    | 9 – 16 | «ВК» | ПС «КПІ», Київ Арбітр: В. Лісун |
| 12 травня 2012 15.30 | Рахунок за періодами: 2-3, 4-3, 1-4, 2-6 |        |      | ПС «КПІ», Київ Арбітр: В. Лісун |

| 13 травня 2012 10.15 | «ДНУ»                                    | 5 – 22 | «Збірна Молдови» | ПС «КПІ», Київ Арбітр: В. Лісун |
| 13 травня 2012 10.15 | Рахунок за періодами: 1-3, 1-6, 2-8, 1-5 |        |                  | ПС «КПІ», Київ Арбітр: В. Лісун |

### Кубок

#### Груповий етап
| Місце | Команда                 | Ігор | В | П |
| ----- | ----------------------- | ---- | - | - |
| 3     | «Збірна України (U-17)» | 4    | 2 | 2 |
| 4     | «ДНУ»                   | 4    | 1 | 3 |
| 5     | «Колос»                 | 4    | 0 | 4 |

| 18 вересня 2012 13.45 | протокол | «ДНУ»                                    | 5 – 19 | «Збірна Харківської обл.» | СК «СКА», Львів Арбітр: В. Висотін |
| 18 вересня 2012 13.45 | протокол | Рахунок за періодами: 0-4, 1-6, 1-5, 3-4 |        |                           | СК «СКА», Львів Арбітр: В. Висотін |
| 18 вересня 2012 13.45 | протокол | Володимир Рарог - 2 очки                 | Голів  |                           | СК «СКА», Львів Арбітр: В. Висотін |

| 19 вересня 2012 13.45 | протокол | «Динамо»                                 | 22 – 6 | «ДНУ»                    | СК «СКА», Львів Арбітр: В. Висотін |
| 19 вересня 2012 13.45 | протокол | Рахунок за періодами: 5-0, 6-3, 5-2, 6-1 |        |                          | СК «СКА», Львів Арбітр: В. Висотін |
| 19 вересня 2012 13.45 | протокол |                                          | Голів  | Володимир Рарог - 3 очки | СК «СКА», Львів Арбітр: В. Висотін |

| 20 вересня 2012 11.15 | протокол | «ДНУ»                                    | 10 – 9 | «Колос» | СК «СКА», Львів Арбітр: В. Висотін |
| 20 вересня 2012 11.15 | протокол | Рахунок за періодами: 2-2, 5-1, 1-4, 2-2 |        |         | СК «СКА», Львів Арбітр: В. Висотін |
| 20 вересня 2012 11.15 | протокол | Володимир Рарог - 4 очки                 | Голів  |         | СК «СКА», Львів Арбітр: В. Висотін |

| 21 вересня 2012 11.15 | протокол | «Збірна України (U-17)»                  | 14 – 4 | «ДНУ»                    | СК «СКА», Львів Арбітр: В. Висотін |
| 21 вересня 2012 11.15 | протокол | Рахунок за періодами: 3-1, 3-2, 4-1, 4-0 |        |                          | СК «СКА», Львів Арбітр: В. Висотін |
| 21 вересня 2012 11.15 | протокол |                                          | Голів  | Володимир Рарог - 2 очки | СК «СКА», Львів Арбітр: В. Висотін |

#### Фінали
| 22 вересня 2012 12.30 | протокол Фінал за 7-8 місця | «Іллічівець-2»                                                   | 18 – 16 | «ДНУ»                         | СК «СКА», Львів Арбітр: В. Висотін |
| 22 вересня 2012 12.30 | протокол Фінал за 7-8 місця | Рахунок за періодами: 3-4, 2-5, 5-2, 1-0 ДЧ: 0-1, 2-1 (5-3 пен.) |         |                               | СК «СКА», Львів Арбітр: В. Висотін |
| 22 вересня 2012 12.30 | протокол Фінал за 7-8 місця |                                                                  | Голів   | Владислав Балонніков - 7 очок | СК «СКА», Львів Арбітр: В. Висотін |

#### Підсумкова таблиця
| Місце | Команда        |
| ----- | -------------- |
| 7     | «Іллічівець-2» |
| 8     | «ДНУ»          |
| 9     | «ХДУФК»        |

#### Бомбардири
| Місце | Спортсмен            | Голів |
| ----- | -------------------- | ----- |
| 1     | Володимир Рарог      | 16    |
| 2     | Владислав Балонніков | 10    |
| 3     | Сергій Михайленко    | 6     |

## Сезон 2012-2013

### Чемпіонат

#### Турнірна таблиця
| Місце | Команда      | Ігор | В | Н | П | ЗМ  | ПМ  | РМ  | О  |
| ----- | ------------ | ---- | - | - | - | --- | --- | --- | -- |
| 7     | ВК «Колос»   | 12   | 4 | 1 | 7 | 87  | 132 | -45 | 13 |
| 8     | «ХОВАОБ»     | 12   | 4 | 0 | 8 | 99  | 146 | -53 | 12 |
| 9     | «ДНУ-Дніпро» | 12   | 2 | 1 | 9 | 103 | 161 | -58 | 7  |

#### 1 тур
| 1 листопада 2012 10.20 | протокол | «ДНУ»                                    | 5 – 11 | «Збірна Севастополя» | СК «Басейн МіКомп», Дніпродзержинськ Арбітр: А. Гончаренко, В. Белевцов |
| 1 листопада 2012 10.20 | протокол | Рахунок за періодами: 0-2, 1-1, 1-6, 3-2 |        |                      | СК «Басейн МіКомп», Дніпродзержинськ Арбітр: А. Гончаренко, В. Белевцов |
| 1 листопада 2012 10.20 | протокол | Владислав Балонніков - 2 очки            | Голів  |                      | СК «Басейн МіКомп», Дніпродзержинськ Арбітр: А. Гончаренко, В. Белевцов |

| 1 листопада 2012 14.00 | «ДНУ»                                    | 10 – 11 | «ХОВАОБ» | СК «Басейн МіКомп», Дніпродзержинськ |
| 1 листопада 2012 14.00 | Рахунок за періодами: 3-4, 3-2, 2-5, 2-0 |         |          | СК «Басейн МіКомп», Дніпродзержинськ |

| 2 листопада 2012 14.00 | протокол | «ДНУ»                                    | 5 – 11 | «ХПІ» | СК «Басейн МіКомп», Дніпродзержинськ Арбітр: В. Капінус, В. Хрустальов |
| 2 листопада 2012 14.00 | протокол | Рахунок за періодами: 1-1, 1-1, 1-5, 2-4 |        |       | СК «Басейн МіКомп», Дніпродзержинськ Арбітр: В. Капінус, В. Хрустальов |

| 3 листопада 2012 14.00 | протокол | «ДНУ»                                    | 6 – 12 | «Динамо-2» | СК «Басейн МіКомп», Дніпродзержинськ Арбітр: А. Гончаренко, В. Капінус |
| 3 листопада 2012 14.00 | протокол | Рахунок за періодами: 2-2, 1-4, 1-4, 2-2 |        |            | СК «Басейн МіКомп», Дніпродзержинськ Арбітр: А. Гончаренко, В. Капінус |
| 3 листопада 2012 14.00 | протокол | Сергій Михайленко - 2 очки               | Голів  |            | СК «Басейн МіКомп», Дніпродзержинськ Арбітр: А. Гончаренко, В. Капінус |

| 4 листопада 2012 12.30 | протокол | «ДНУ»                                    | 3 – 17 | «Іллічівець» | СК «Басейн МіКомп», Дніпродзержинськ Арбітр: А. Гончаренко |
| 4 листопада 2012 12.30 | протокол | Рахунок за періодами: 0-8, 1-5, 2-1, 0-2 |        |              | СК «Басейн МіКомп», Дніпродзержинськ Арбітр: А. Гончаренко |
| 4 листопада 2012 12.30 | протокол | Сергій Михайленко - 2 очки               | Голів  |              | СК «Басейн МіКомп», Дніпродзержинськ Арбітр: А. Гончаренко |

#### 2 тур
| 12 грудня 2012 13.15 | протокол | «ДНУ»                                    | 7 – 18 | «Динамо» | СК «Басейн МіКомп», Дніпродзержинськ Арбітр: В. Капінус, М.Хрустальов |
| 12 грудня 2012 13.15 | протокол | Рахунок за періодами: 2-6, 0-6, 3-5, 2-1 |        |          | СК «Басейн МіКомп», Дніпродзержинськ Арбітр: В. Капінус, М.Хрустальов |
| 12 грудня 2012 13.15 | протокол | Володимир Рарог - 4 очки                 | Голів  |          | СК «Басейн МіКомп», Дніпродзержинськ Арбітр: В. Капінус, М.Хрустальов |

| 13 грудня 2012 13.15 | протокол | «ДНУ»                                    | 5 – 15 | «Слобожанець» | СК «Басейн МіКомп», Дніпродзержинськ Арбітр: В. Костанда, С. Жолудєв |
| 13 грудня 2012 13.15 | протокол | Рахунок за періодами: 2-5, 0-3, 0-3, 3-4 |        |               | СК «Басейн МіКомп», Дніпродзержинськ Арбітр: В. Костанда, С. Жолудєв |

| 14 грудня 2012 13.15 | протокол Результат анульований | «ДНУ»                                    | 8 – 7 | ВК «Колос» | СК «Басейн МіКомп», Дніпродзержинськ Арбітр: А. Гончаренко, С. Жолудєв |
| 14 грудня 2012 13.15 | протокол Результат анульований | Рахунок за періодами: 3-1, 1-0, 2-4, 2-2 |       |            | СК «Басейн МіКомп», Дніпродзержинськ Арбітр: А. Гончаренко, С. Жолудєв |
| 14 грудня 2012 13.15 | протокол Результат анульований | Владислав Балонніков - 5 очок            | Голів |            | СК «Басейн МіКомп», Дніпродзержинськ Арбітр: А. Гончаренко, С. Жолудєв |

#### 3 тур
| 14 березня 2013 18.00 | протокол Перегравання гри 2-го туру | «ДНУ-Дніпро»                             | 11 – 14 | ВК «Колос» | ПС «ДНУ», Дніпропетровськ Арбітр: Капінус, Циганков |
| 14 березня 2013 18.00 | протокол Перегравання гри 2-го туру | Рахунок за періодами: 1-5, 4-2, 3-4, 3-3 |         |            | ПС «ДНУ», Дніпропетровськ Арбітр: Капінус, Циганков |

| 15 березня 2013 14.45 | протокол | «ДНУ-Дніпро»                             | 14 – 11 | «ХОВАОБ» | ПС «ДНУ», Дніпро Арбітр: Капінус, Циганков |
| 15 березня 2013 14.45 | протокол | Рахунок за періодами: 5-3, 2-4, 2-2, 5-2 |         |          | ПС «ДНУ», Дніпро Арбітр: Капінус, Циганков |

| 16 березня 2013 15.45 | протокол | «ДНУ-Дніпро»                             | 13 – 11 | ВК «Колос» | ПС «ДНУ», Дніпро Арбітр: Капінус, Циганков |
| 16 березня 2013 15.45 | протокол | Рахунок за періодами: 2-2, 4-3, 3-3, 4-3 |         |            | ПС «ДНУ», Дніпро Арбітр: Капінус, Циганков |

| 17 березня 2013 12.45 | протокол | «ДНУ-Дніпро»                             | 9 – 9 | «ХПІ» | ПС «ДНУ», Дніпро Арбітр: Капінус, Циганков |
| 17 березня 2013 12.45 | протокол | Рахунок за періодами: 2-0, 1-3, 4-5, 2-1 |       |       | ПС «ДНУ», Дніпро Арбітр: Капінус, Циганков |

| 18 березня 2013 10.45 | протокол | «ДНУ-Дніпро»                             | 7 – 14 | «Динамо-2» | ПС «ДНУ», Дніпро |
| 18 березня 2013 10.45 | протокол | Рахунок за періодами: 0-5, 1-3, 2-4, 4-2 |        |            | ПС «ДНУ», Дніпро |